# Монтроуз (Вирџинија)
Монтроуз (енгл. Montrose) насељено је место без административног статуса у америчкој савезној држави Вирџинија.

## Демографија
По попису из 2010. године број становника је 7.993, што је 975 (13,9%) становника више него 2000. године.
| Група             | 2000.         | 2010.         |
| Белци             | 3.238 (46,1%) | 2.198 (27,5%) |
| Афроамериканци    | 3.507 (50,0%) | 5.329 (66,7%) |
| Азијати           | 71 (1,0%)     | 82 (1,0%)     |
| Хиспаноамериканци | 110 (1,6%)    | 206 (2,6%)    |
| Укупно            | 7.018         | 7.993         |